# Белый Источник
Бе́лый Исто́чник (до 1948 года Ак-Чокра́к; укр. Білий Істочник, крымскотат. Aq Çoqraq, Акъ Чокъракъ) — исчезнувшее село в Бахчисарайском районе Крыма, включённое в период с 1954 по 1960 годы в состав также упразднённого села Подгородное. Ныне северная окраина Бахчисарая.

## История
Документов времён Крымского ханства с упоминанием деревни Ак-Чокрак пока не обнаружено, в Камеральном Описании Крыма 1784 года деревня отмечена как Ак Чокрак Бахчисарайского кадылыка Бахчисарайского каймаканства. После присоединения Крыма к России (8) 19 апреля 1783 года, (8) 19 февраля 1784 года, именным указом Екатерины II сенату, на территории бывшего Крымского Ханства была образована Таврическая область и деревня была приписана к Симферопольскому уезду. После Павловских реформ, с 12 декабря 1796 года по 1802 год, входил в Акмечетский уезд Новороссийской губернии. По новому административному делению, после создания 8 (20) октября 1802 года Таврической губернии, территориально находилась в Актачинской волости Симферопольского уезда. Но, видимо, вследствие эмиграции крымских татар в Турцию, последовавшую вслед за присоединением Крыма к России 8 февраля 1784 года, деревня опустела и в Ведомости о всех селениях в Симферопольском уезде состоящих с показанием в которой волости сколько числом дворов и душ… от 9 октября 1805 года не записана, а на военно-топографической карте генерал-майора Мухина 1817 года обозначена пустующей. Когда была вновь заселена деревня, из доступных источников не ясно — уже на карте 1836 года в деревне Акчокрак обозначено 35 дворов, как и на карте 1842 года. Судя по «Списку населённых мест Таврической губернии по сведениям 1864 года», Ак-Чокрак, с 15 дворами и 104 жителями, считался предместьем Бахчисарая и, в дальнейшем, отдельно в учётных материалах ревизий и переписей XIX — начала XX века не фигурировал. При этом на топографических картах селение регулярно отмечалось со всей атрибуцией: на трёхверстовой карте Шуберта 1865—1876 года в деревне обозначено 33 двора, на верстовой карте 1890 года в предместье Ак-Чокрак обозначено 39 дворов с татарским населением. Обозначено поселение и на карте Крымского статистического управления 1922 года, но в Списке населённых пунктов Крымской АССР по Всесоюзной переписи 17 декабря 1926 года, среди населённых пунктов Бахчисарайского района оно не числится. При этом Ак-Чокрак обозначался на километровой карте Генштаба Красной армии 1941 года и на двухкилометровке РККА 1942 года.
В 1944 году, после освобождения Крыма от фашистов, согласно Постановлению ГКО № 5859 от 11 мая 1944 года, 18 мая крымские татары были депортированы в Среднюю Азию. А уже 12 августа 1944 года было принято постановление № ГОКО-6372с «О переселении колхозников в районы Крыма» по которому в район планировалось переселить 6000 колхозников и в сентябре 1944 года в район приехали первые новосёлы (2146 семей) из Орловской и Брянской областей РСФСР, а в начале 1950-х годов последовала вторая волна переселенцев из различных областей Украины. Указом Президиума Верховного Совета РСФСР от 18 мая 1948 года, Ак-Чокрак переименовали в Белый Источник. В период с 1954 по 1960 годы село включили в состав Подгородного (согласно справочнику «Крымская область. Административно-территориальное деление на 1 января 1968 года» — с 1954 по 1968 годы). Название села сохранилось в названии улицы — Белый Источник.